# Callirrhoe (måne)
Callirrhoe er en af planeten Jupiters måner: Den blev opdaget 6. oktober 1999, af Jim V. Scotti, Tim B. Spahr, Robert S. McMillan, Jeff A. Larsen, Joe Montani, Arianna E. Gleason og Tom Gehrels. Til at begynde med troede man at der var tale om en småplanet, og tildelte objektet et midlertidigt nummer af den type man bruger i forbindelse med småplaneter, nemlig 1999 UX18. Men den 18. juli 2000 fandt Tim Spahr ud af, at der i virkeligheden er tale om en Jupiter-måne, så dens nummer-betegnelse ændredes til S/1999 J 1. Sidenhen har den Internationale Astronomiske Union besluttet at navngive månen efter Callirrhoe, som i den græske mytologi er mor til Ganymedes.
Callirrhoe er ca. 8,6 kilometer i diameter, og efter hvad man har kunne skønne angående dens masse anslås dens massefylde til 2600 kilogram pr. kubikmeter. Dette tyder på at den primært består af klippemateriale og i mindre grad af is. Overfladen er temmelig mørk, og tilbagekaster blot 4 % af det lys der falder på den.
Callirrhoe er medlem af Pasiphae-gruppen; en gruppe af 13 Jupiter-måner, alle med banekredsløb der ligner Pasiphaes bane.